# Cybaeopsis spenceri
Cybaeopsis spenceri là một loài nhện trong họ Amaurobiidae.
Loài này thuộc chi Cybaeopsis. Cybaeopsis spenceri được miêu tả năm 1972 bởi Leech.